# Championnat du monde de roller in line hockey FIRS 2002
L'édition 2002 du championnat du monde de roller in line hockey fut la 8e édition organisée par la Fédération internationale de roller sport, et s'est déroulé à  Rochester, New-York (États-Unis) au Esl Sports Centre, du 25 juillet au 1er août.

## Équipes engagées
| - Allemagne - Argentine - Australie | - Brésil - Colombie - États-Unis | - Espagne - France - Royaume-Uni | - Italie - Japon - Mexique | - Portugal - République tchèque - Suède | - Suisse |

## Phases finales
|  | Demi-finales       | Demi-finales |                        |        | Finale | Finale |
|  | Demi-finales       | Demi-finales |                        |        | Finale | Finale |
|  |                    |              |                        |        |        |        |
|  |                    |              |                        |        |        |        |
|  |                    |              |                        |        |        |        |
|  | États-Unis         | 5            |                        |        |        |        |
|  | États-Unis         | 5            |                        |        |        |        |
|  | France             | 2            |                        |        |        |        |
|  | France             | 2            | États-Unis             | 5      |        |        |
|  |                    |              | États-Unis             | 5      |        |        |
|  |                    | Canada       | 6                      |        |        |        |
|  | Canada             | Canada       | 6                      | 5 (OT) |        |        |
|  | Canada             |              |                        | 5 (OT) |        |        |
|  | République tchèque | 4            |                        |        |        |        |
|  | République tchèque | 4            | Match pour la 3e place |        |        |        |
|  |                    |              |                        |        |        |        |
|  |                    |              |                        |        |        |        |
|  |                    |              |                        |        |        |        |
|  | France             | 3            |                        |        |        |        |
|  | France             | 3            |                        |        |        |        |
|  | République tchèque | 5            |                        |        |        |        |
|  | République tchèque | 5            |                        |        |        |        |

## Bilan
| 1 | Canada             | Médaille d'or Championnat du monde      |
| 2 | États-Unis         | Médaille d'argent Championnat du monde  |
| 3 | République tchèque | Médaille de bronze Championnat du monde |